# تاروما
تاروما قرية مغربية تقع على ضفة المحيط الأطلسي، جنوب مدينة العيون إدارياً، تنتمي تاروما إلى جماعة فم الواد في إقليم العيون التابع لجهة العيون الساقية الحمراء.

## الموقع الجغرافي
تقع تاروما على بعد كيلومترين من الطريق الوطنية رقم 1، في الجزء الرابط بين مدينتي العيون وبوجدور، على بعد 70 كيلومترا جنوب غربي العيون.

## النشأة
تم إنشاء قرية تاروما سنة 2005 في إطار برنامج تنموي لوزارة الفلاحة والصيد البحري، يهدف إلى إنشاء قرى الصيادين ونقط تفريغ مجهزة على امتداد الساحل المغربي، من أجل تعزيز قطاع الصيد البحري وإنعاش الصيد التقليدي وهي واحدة من القرى العشرة المنشأة في المناطق الجنوبية (جهة العيون الساقية الحمراء وجهة الداخلة وادي الذهب).